# KAZ (自動車)
KAZ（カズ：Keio Advanced Zero-Emission vehicle）は、2001年に慶應義塾大学を中心に開発された電気自動車。

## 概要
科学技術振興機構の戦略的基礎研究推進事業のもと、慶應義塾大学を中心に国内13社の企業と共同で開発した。ガソリン車をはるかに上回る性能を備えた電気自動車として、ゼロから開発された自動車である。市販ガソリン車の改造ではないため、自由度の高いものに仕上がっている。その性能やスタイルが奇抜であったため発表当時は話題になった。
電気自動車の欠点であった、遅い、狭い、航続距離が短い、充電時間が長いといったネガティブな要素を革新的な電池を中心とした各種の技術で大幅に克服することに成功した。
KAZは全長6700mmという大型の電気自動車で、8輪のタイヤが備わっている。床下にある押し出し成形の角型アルミフレームの中に、リチウムイオンバッテリーやインバータなどの主要な機器を収納する「コンポーネントビルトイン式フレーム」を採用。これにより低重心化による安定性と広い室内空間を確保している。この技術は先に開発された電気自動車「ルシオール」の技術を応用したものである。
モーターはネオジム磁石を使用した高出力モーターを、ホイール内にモーター・減速ギアなどを組み込む「インホイールモーター」という方式で8輪に搭載している。モーターの出力は1つあたり55kw（約73ps）で、8輪全体で440kw（約590ps)の出力を備えている。さらにKAZには「インテリジェントパワーモジュール（IPM：高速で動作可能なIGBTというトランジスタに信号増幅回路などを組み込んだ装置）」が採用されており、これによりインバーターの高効率化・小型化を実現した。KAZの最高速度は311.67km/h（イタリア・ナルドでの測定値）、0-400加速は15.3秒となっている。
さらにKAZのサスペンションは「タンデムホイール式サスペンション」という方式が採用されている。これは、大径な4輪それぞれを比較的小型な2つの車輪に置き換え、その2つを油圧パイプで接続する方式である。これにより8輪車となり、室内空間の拡大、悪路走破性とコーナーリング安定性、乗り心地の向上を実現した。
KAZは開発後ナンバーを取得した。ナンバーはKAZの最高時速にちなんで「湘南330ま・311」とした。また、2004年にはKAZの切手（80円）が販売された。
日本科学未来館の開館後2007年頃までしばらくシンボルゾーンに展示された後、現在ではつくばエキスポセンターで展示されており、車内に入ることも可能である（試乗は不可）。
KAZの技術を応用しさらに高性能に特化したのが、後に開発されたエリーカである。